# Acanthophyllum leucostegium
Acanthophyllum leucostegium är en nejlikväxtart som beskrevs av Schiman-czeika. Acanthophyllum leucostegium ingår i släktet Acanthophyllum och familjen nejlikväxter. Inga underarter finns listade i Catalogue of Life.